# Dyndurt
Dyndurt (Limosella aquatica) er en enårig art af blomsterplanter i maskeblomst-familien. Den er hjemmehørende i store dele af den tempererede verden, hvor det vokser i mange typer vådområder. Den er en vand- eller fugtigbundsplante som vokser i udtørrende vandhuller f.eks. på enge, i mudder og vådt sand nær vand, eller delvis nedsænket eller flydende i vandet. Det er en kødfuld enårig urt, der danner lave tuer i mudret underlag. Bladet består af en stilk op til 30 centimeter langt, men normalt en del kortere, med en flad spatelformet bladplade op til 3 centimeter lang. Blomsterstanden er en opret stilk med en lille hvid til lyserød eller blåfarvet blomst, der er cirka 2 millimeter bred. Frugten er en kapsel på op til 5 millimeter bred indeholdende mange små frø.
Arten er sjælden og i tilbagegang i Danmark, og den er regnet som en truet art på Den danske rødliste.